# Cezary Kulesza
Cezary Andrzej Kulesza (ur. 22 czerwca 1962 w Wysokiem Mazowieckiem) – polski piłkarz, przedsiębiorca, agent muzyczny i działacz sportowy.
W latach 2010–2021 prezes zarządu Jagiellonii Białystok, w latach 2016–2021 wiceprezes Polskiego Związku Piłki Nożnej ds. piłkarstwa profesjonalnego, od 2021 prezes Polskiego Związku Piłki Nożnej. Członek rady nadzorczej Ekstraklasy S.A.

## Kariera piłkarska
Grał na pozycji ofensywnego pomocnika i napastnika. Jest wychowankiem Gwardii Białystok, do której seniorskiego składu został włączony na początku sezonu 1981/82. W 1982 został zawodnikiem Olimpii Zambrów, w której barwach rozegrał 13 meczów w III lidze w sezonie 1982/83. W 1988 przeszedł z Mławianki Mława do Jagiellonii Białystok, w której rozegrał 14 meczów w najwyższej klasie rozgrywkowej oraz wystąpił w przegranym finale Pucharu Polski 1988/89.
W 1991 występował w barwach RFC Aubel (III liga belgijska). Następnie wrócił do kraju i rozegrał kilkanaście meczów w rezerwach Jagiellonii. Grał także w MZKS Wasilków i Supraślance Supraśl, w której zakończył swoją karierę piłkarską.

## Kariera biznesowa
Po zakończeniu uprawiania sportu zajął się działalnością biznesową. W 1994 założył wytwórnię fonograficzną Green Star, która zrzesza największe gwiazdy polskiej muzyki tanecznej (dance, disco polo). Wytwórnia jest jednym z liderów rynku (m.in. złoty przycisk Play YouTube i osiem diamentowych płyt). Kulesza zaangażowany jest również w branżę nieruchomości oraz hotelarstwo. W grudniu 1992 założył również istniejący do dziś klub i dyskotekę "Scorpio" we Wnorach-Wiechach.

## Kariera działacza sportowego

### Jagiellonia Białystok
Od 2008 pełnił w Jagiellonii Białystok funkcję doradcy ds. sportowych i prokurenta, następnie został członkiem zarządu. 20 stycznia 2010 został powołany na stanowisko prezesa zarządu, w miejsce odchodzącego Ireneusza Trąbińskiego. W czasie jego prezesury Jagiellonia odniosła takie sukcesy jak: dwa wicemistrzostwa Polski i brązowy medal MP, Puchar Polski, Superpuchar Polski, pięć uczestnictw w rozgrywkach UEFA. Klub wypromował w tym czasie także wielu reprezentantów Polski (m.in. Jacka Góralskiego, Przemysława Frankowskiego, Bartłomieja Drągowskiego, Grzegorza Sandomierskiego, Jakuba Słowika, Tarasa Romanczuka czy Karola Świderskiego).
Zrezygnował z funkcji prezesa zarządu Jagiellonii na początku czerwca 2021 w związku z podjęciem decyzji o kandydowaniu na stanowisko prezesa PZPN.

### Polski Związek Piłki Nożnej
W październiku 2012 Kulesza został wybrany członkiem zarządu polskiej federacji piłkarskiej. W latach 2016–2021 był wiceprezesem PZPN ds. piłkarstwa profesjonalnego. 18 sierpnia 2021 został wybrany prezesem PZPN, pokonując w głosowaniu Marka Koźmińskiego.

### Pozostała działalność
Od 2010 – z wyłączeniem sezonów 2012/13, 2013/14 oraz 2016/17 – zasiada również w radzie nadzorczej Ekstraklasy SA. W 2025 bezskutecznie ubiegał się o członkostwo w Komitecie Wykonawczym UEFA.

## Życie prywatne
Jego rodzice, Józef i Helena pracowali jako nauczyciele, odpowiednio matematyki i geografii. Żonaty, ma dwoje dzieci.